# 洛伽山
29°58′18″N 122°26′42″E / 29.9717°N 122.445°E

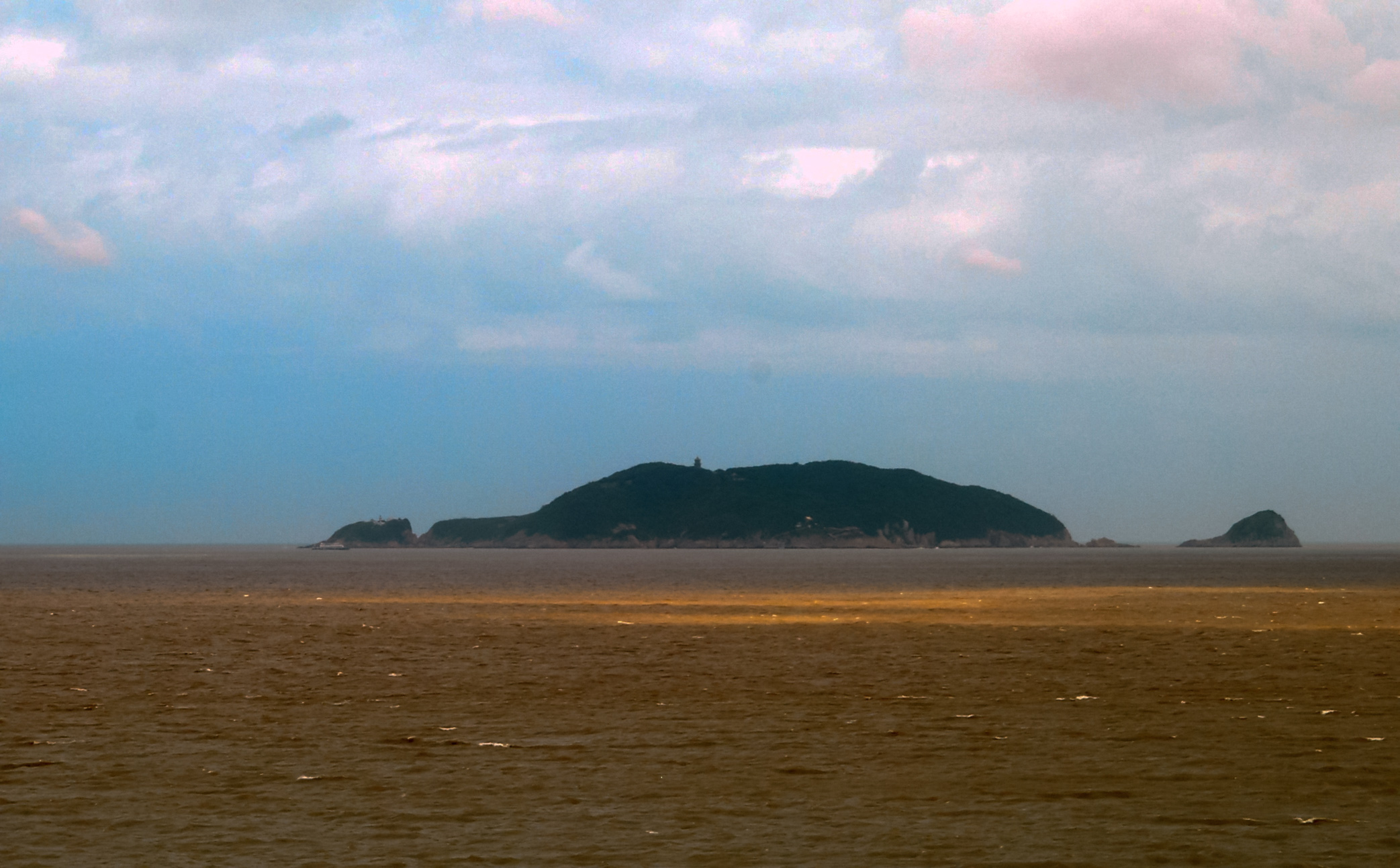
洛伽山

洛伽山是中国浙江省舟山市境内的一座海岛，位于普陀区普陀山镇，普陀山东南，距离普陀山东南观音跳海岸4.7公里。岛屿陆地面积0.36平方公里，顶峰海拔99.3米。岛屿与普陀山在唐宋时合称普陀洛伽山，現代亦屬於普陀洛迦山景區的一部分。上有庵堂四座，有“不到洛伽就不算朝完普陀”之说。岛屿北面有1898年建的洛伽山灯塔，为全国重点文物保护单位。